# Dent de Hautaudon
Dent de Hautaudon är en bergstopp i Schweiz.   Den ligger i distriktet Gruyère och kantonen Fribourg, i den sydvästra delen av landet, 70 km sydväst om huvudstaden Bern. Toppen på Dent de Hautaudon är 1 872 meter över havet, eller 169 meter över den omgivande terrängen. Bredden vid basen är 0,86 km.
Terrängen runt Dent de Hautaudon är bergig västerut, men österut är den kuperad. Runt Dent de Hautaudon är det glesbefolkat, med 18 invånare per kvadratkilometer.. Närmaste större samhälle är Montreux, 6,1 km väster om Dent de Hautaudon. 
I omgivningarna runt Dent de Hautaudon växer i huvudsak blandskog.